# Jared Khasa
Jared Khasa (Vernon, Suiza, 4 de noviembre de 1997) es un futbolista suizo de origen francés. Su posición es la de delantero y su club es el AEL Limassol FC de la Primera División de Chipre.

## Trayectoria

### Inicios y F. C. Sion
Tuvo sus inicios en el Le Havre A. C. "II", y para la temporada 2015-16 se dio su llegada al F. C. Sion, inicialmente comienza jugando para el equipo sub-21.
El 22 de septiembre de 2016 se dio a conocer su llegada al F. C. Fribourg como préstamo por un año. Después de esta cesión regresó a Sion, jugando 50 partidos con el primer equipo antes de volver a Francia para jugar en el Pau F. C. lo que restaba de temporada como cedido.

### AEL Limassol FC
El 15 de julio de 2022 se hizo oficial su llegada al AEL Limassol FC firmando un contrato hasta 2024 con opción a un año más. El 28 de agosto jugaría su primer partido con el club en liga ante el Aris de Limassol arrancando como titular y completando todo el encuentro en la derrota de su equipo por marcador de 2-1.

## Estadísticas

### Clubes
Actualizado al último partido jugado el 25 de febrero de 2023.
| F. C. Fribourg · Suiza                                                       | 4.ª           | 2016-17       | 5  | 0 | 1 | 0 | ― | ― | 6  | 0 | 0    |
| F. C. Fribourg · Suiza                                                       | Total club    | Total club    | 5  | 0 | 1 | 0 | 0 | 0 | 6  | 0 | 0.00 |
| F. C. Sion · Suiza                                                           | 1.ª           | 2018-19       | 6  | 0 | 0 | 0 | ― | ― | 6  | 0 | 0    |
| F. C. Sion · Suiza                                                           | 1.ª           | 2019-20       | 13 | 0 | 4 | 1 | ― | ― | 17 | 1 | 0.06 |
| F. C. Sion · Suiza                                                           | 1.ª           | 2020-21       | 26 | 3 | 1 | 0 | ― | ― | 27 | 3 | 0.11 |
| F. C. Sion · Suiza                                                           | Total club    | Total club    | 45 | 3 | 5 | 1 | 0 | 0 | 50 | 4 | 0.08 |
| Pau F. C. Francia                                                            | 2.ª           | 2021-22       | 11 | 0 | ― | ― | ― | ― | 11 | 0 | 0    |
| Pau F. C. Francia                                                            | Total club    | Total club    | 11 | 0 | 0 | 0 | 0 | 0 | 11 | 0 | 0.00 |
| AEL Limassol FC Chipre                                                       | 1.ª           | 2022-23       | 18 | 1 | 2 | 0 | ― | ― | 20 | 1 | 0.05 |
| AEL Limassol FC Chipre                                                       | Total club    | Total club    | 18 | 1 | 2 | 0 | 0 | 0 | 20 | 1 | 0.05 |
| Total carrera                                                                | Total carrera | Total carrera | 79 | 4 | 8 | 1 | 0 | 0 | 87 | 5 | 0.07 |
| (1) Incluye datos de Copa Suiza. (3) No incluye goles en partidos amistosos. |               |               |    |   |   |   |   |   |    |   |      |